# DiPS.kommunal
DiPS.kommunal ist eine elektronische Langzeitarchivlösung, die von dem Dachverband „Digitales Archiv NRW“ (DA NRW) schwerpunktmäßig für Kommunalarchive in Nordrhein-Westfalen bereitgestellt wird. Betriebsstätten der Verbundlösung sind der Landschaftsverband Westfalen-Lippe (LWL) und die Stadt Köln. DiPS ist eine Abkürzung für „Digital Preservation Solution“ und bezieht sich auf die elektronische Archivierung von digitalen Unterlagen. Die Software DiPS.kommunal ist modular aufgebaut und mandantenfähig, kann also von mehreren Institutionen, in diesem Fall Kommunalarchiven, gleichzeitig bearbeitet werden, ohne dass die Mandanten Zugriff auf die Daten anderer Mandanten haben.

## Organisation und Infrastruktur
DiPS.kommunal ist eine Weiterentwicklung der Langzeitarchivlösung DiPS, die von den Firmen SER und HP (heute DXC Technology) entwickelt wurde. Ursprünglich wurde DiPS für das Bundesarchiv und das Stadtarchiv Stuttgart erarbeitet, mittlerweile wird es von vielen anderen Archiven bundesweit genutzt.
Betriebsstätten von DiPS.kommunal sind die LWL.IT Service Abteilung, das LWL-Archivamt für Westfalen, das Amt für Digitalisierung und Informationstechnologie der Stadt Köln und das Historische Archiv der Stadt Köln mit ihren jeweiligen Rechenzentren. Außerdem beraten die Support-Teams in Münster und Köln kommunale Archive in NRW bei der Einführung und Anwendung der Software. Während die Stadt Köln für das Rheinland zuständig ist, betreut das LWL kommunale Archive in Westfalen-Lippe. Die Weiterentwicklung von DiPS.kommunal findet in verschiedenen Entwicklergemeinschaften statt. Anbieter der IT-Infrastruktur, der für die redundante Datenspeicherung zuständig ist, ist der Dachverband kommunaler IT-Dienstleister KDN. 
Neben DiPS.kommunal bietet der Dachverband DA NRW auch die Open Source Softwarelösung DA NRW Software Suite (DNS) an, die von verschiedenen kulturellen Institutionen wie Bibliotheken und Museen verwendet werden kann.

## Module und Arbeitsprozesse

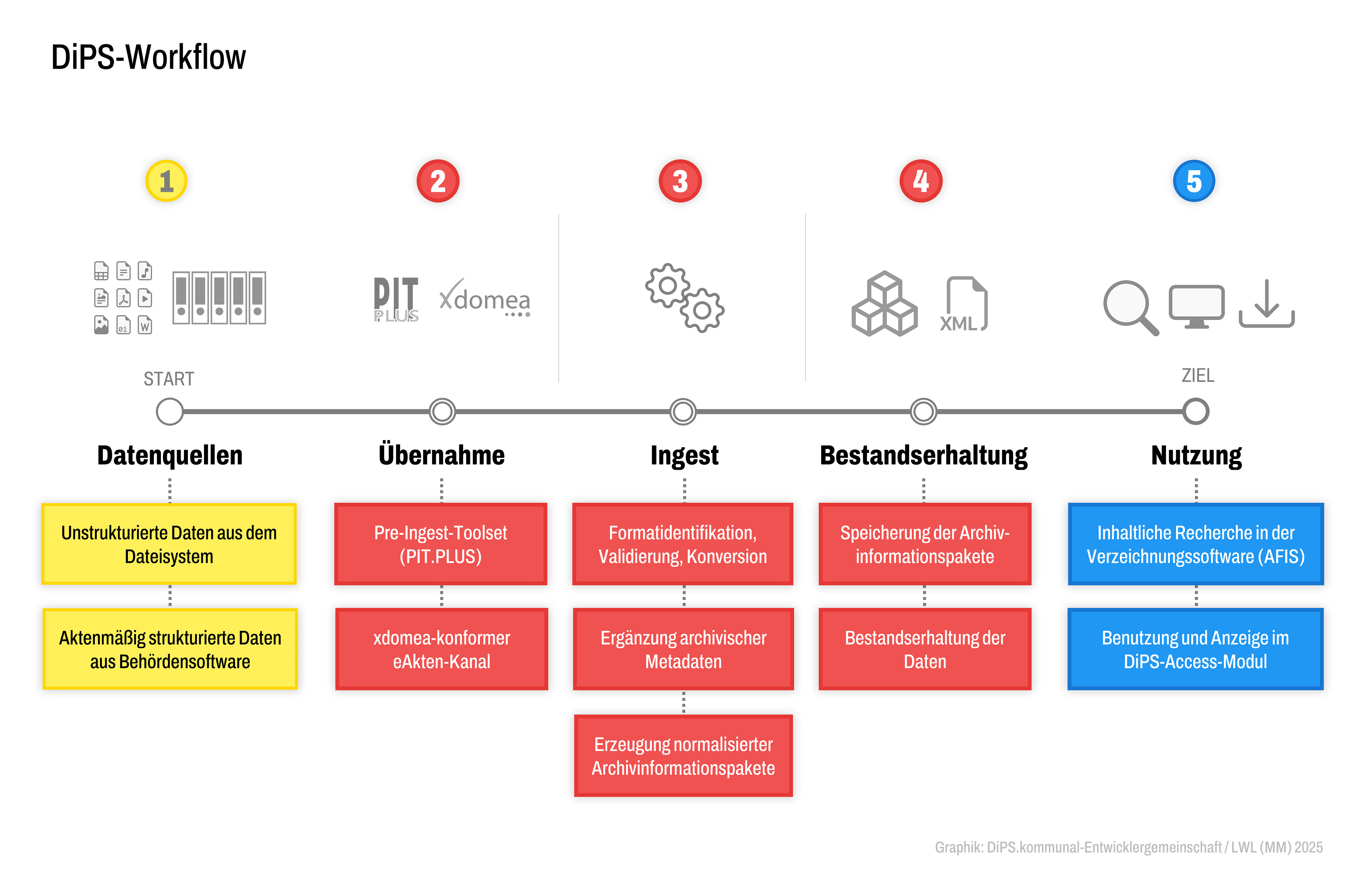
Der Workflow von DiPS.kommunal besteht aus den folgenden Prozessschritten: Datenquellen, Übernahme, Ingest, Bestandserhaltung und Nutzung.

DiPS.kommunal ist gemäß des ISO-standardisierten Referenzmodells OAIS (Open Archival Information System) aufgebaut und orientiert sich an den Kernaufgaben der analogen Archivarbeit. Die durch DiPS.kommunal zur Verfügung gestellten Module lassen sich grob folgenden Arbeitsprozessen zuordnen: Pre-Ingest, Ingest, Bestandserhaltung sowie Nutzung.
In dem Prozess werden die zusammenhängenden Daten der abgebenden Stelle als Einlieferungspakete oder sogenannte Übergabeinformationspakete (SIP/Submission Information Packages) durch die Einlieferung ins digitale Langzeitarchiv OAIS-konform zu einem oder mehreren Archivinformationspaketen (AIP/Archival Information Packages). Ein AIP besteht aus Primärdaten und den entsprechenden technischen und inhaltlichen Metadaten. Am Ende des Prozesses, dem Access, wird aus einem oder mehreren Archivinformationspaketen ein Auslieferungsinformationspaket (DIP/Dissemination Information Package) für den Endnutzer erstellt.

### Datenquellen
Sowohl strukturierte als auch unstrukturierte Daten bzw. Dateiablagen der abgebenden Stelle können in DiPS.kommunal mittels der dafür vorgesehenen Eingangskanäle in das digitale Langzeitarchiv eingeliefert werden. Strukturierte Daten können aus Fachverfahren oder Dokumentenmanagementsystemen (DMS) stammen, Voraussetzung dafür ist eine Schnittstelle für den Export der Daten aus dem Fachverfahren oder DMS gemäß dem XÖV-Standard für die öffentliche Verwaltung. Unstrukturierte Daten sind Verzeichnisstrukturen wie Foto- oder Fileablagen, die häufig auf Laufwerken oder mobilen Speichermedien wie USB-Sticks gespeichert sind.

### Pre-Ingest
Bei dem Pre-Ingest handelt es sich um Prozessschritte, die bei der Aussonderung von Daten noch vor der Einlieferung in das digitale Langzeitarchiv durchgeführt werden müssen. Dabei müssen die Daten strukturiert, Lieferungen als Einlieferungspakete erstellt und diese im entsprechenden Eingangskanal abgelegt werden. Die Eingangskanäle sind nach der Inbetriebnahme von DiPS.kommunal im Transferverzeichnis "dipstransfer" auf einem ausgewählten Netzlaufwerk des Mandanten zu finden.
Bei strukturierten Daten werden die Einlieferungspakete nach dem Anstoß der Aussonderung im Ursprungssystem, also im Fachverfahren oder DMS, automatisch erstellt. Den Primärdaten werden in diesem Prozessschritt Metadaten hinzugefügt, die die Primärdaten beschreiben. Die Primär- sowie die Metadaten werden gemäß dem Xdomea-Standard, also den Stufen Akte – Vorgang – Dokument entsprechend, automatisch als XML-Datei im Eingangskanal “eakte“ abgelegt. Ein weiterer Eingangskanal für strukturierte Daten ist “xpsr“, der für die automatisierte Aussonderung von elektronischen Personenstandsregistern verwendet wird.
Bei unstrukturierten Daten müssen die Lieferungen durch das Archiv manuell erstellt werden. DiPS.kommunal stellt für diesen Arbeitsschritt das Werkzeug PIT.plus (Pre Ingest Toolset) zur Verfügung, welches den Mandanten durch den Prozess der Strukturierung leitet. Außerdem können Metadaten mit Informationen zur abgebenden Stelle und mit einer Beschreibung der Lieferung hinzugefügt werden. Die fertige Lieferung wird im Eingangskanal “pit“ abgelegt. Alle Prozessschritte werden dabei protokolliert, um die Integrität der Daten zu gewährleisten und sie vor unbemerkten Veränderungen zu schützen.

### Ingest
Nach dem Ablegen der Einlieferungspakete in den Eingangskanälen findet ein Transfer dieser Lieferungen ins digitale Langzeitarchiv statt. Damit beginnt der Ingest-Prozess, der mit der endgültigen Speicherung der Daten im digitalen Magazin endet. Der Prozess wird mithilfe des webbasierten Werkzeuges WebCube durchgeführt, welches den Ingest-Prozess automatisiert steuert und den Workflow unterstützt. Grundsätzlich stellt DiPS.kommunal für den Ingest-Prozess eine Fachtest- und eine Produktivumgebung zur Verfügung. Die Arbeitsschritte und Prozesse in beiden Umgebungen sind identisch, in der Fachtestumgebung erfolgt jedoch keine Überstellung der Lieferung in das digitale Langzeitarchiv.
Bei der Überstellung der Einlieferungspakete aus dem Eingangskanal in den WebCube werden im Hintergrund die darin enthaltenen Dateiformate automatisch identifiziert, validiert und wenn nötig in langzeitstabile und damit archivfähige Formate konvertiert. Die Lieferung ist im WebCube nicht inhaltlich recherchierbar, sondern nur durch einen ihr zugewiesenen eindeutigen Identifikator (ID) auffindbar. Darüber hinaus kann das Archiv die Metadaten, die aus dem Pre-Ingest übernommen wurden, korrigieren und ergänzen. Auch kann ausgewählt werden, in welchem Archivbestand die Lieferungen in der Erschließungssoftware eingeordnet werden sollen. Jedoch stellen die Metadaten keine Erschließung der Unterlagen dar, sondern dienen lediglich als Arbeitsstütze für die spätere Erschließung oder Nutzung. Nach der Freigabe der Lieferung durch das Archiv werden die Inhaltsinformationen zusammen mit den entsprechenden Metadaten in Archivinformationspakete gepackt und in das digitale Langzeitarchiv überstellt.

### Bestandserhaltung
Die Archivinformationspakete befinden sich nun im digitalen Magazin und werden dauerhaft und revisionssicher gespeichert. Änderungen oder Löschungen sind dann nicht mehr möglich. Wichtig für die Bestandserhaltung ist eine ausfallsichere und redundante Speicherung der Daten auf mehreren Servern sowie der Erhalt der Interpretierbarkeit der Dateiformate. Nicht mehr unterstützte Dateiformate werden im Langzeitarchiv in archivfähige Formate migriert. Die digitalen Archivalien in DiPS.kommunal können über den WebCube angesehen und über ihren eindeutigen Identifikator gefunden werden.

### Nutzung
Indem die Archivinformationspakete aus dem Langzeitarchiv DiPS.kommunal in die Erschließungssoftware des Archivs integriert werden und durch weitere Erschließungsinformationen ergänzt werden, können sie auch inhaltlich recherchierbar gemacht werden. Dafür wird zu jeder Lieferung ein XML-Dokument mit den zugehörigen Metadaten bereitgestellt, welches in die Erschließungssoftware mittels eines passenden Werkzeuges des Herstellers der Erschließungssoftware importiert werden kann. Die Zuordnung der Metadaten zu den entsprechenden Feldern in der Erschließungssoftware muss dabei angepasst werden.
Eine Ansicht und Benutzung der digitalen Archivalien durch das Archiv oder durch Archivbenutzer ist mithilfe des Access-Moduls von DiPS.kommunal möglich. Es verarbeitet Anfragen und stellt dem Endnutzer Auslieferungsinformationspakete zur Verfügung, vorausgesetzt, dieser hat eine Zugriffsberechtigung.